# 美少女戦士セーラームーンS BIG BOX
『美少女戦士セーラームーンS BIG BOX』（びしょうじょせんしセーラームーンスーパー ビッグ ボックス）は、テレビアニメ『美少女戦士セーラームーンS』のミニアルバムCD-BOX。1994年11月21日に日本コロムビアを販売元としてフォルテ・ミュージックエンタテインメントから発売された。

## 概要
当時、フォルテ・ミュージックエンタテインメントが発売した『BIG BOX』シリーズの1つ。『ドラゴンボールZ BIG BOX』『白鳥の湖 BIG BOX』『森は生きている BIG BOX』と同日発売。
12cmCDは、テレビアニメ『美少女戦士セーラームーンS』第92話と第104話のTV用ラジオドラマを収録して、主題歌の「ムーンライト伝説」・「Moon Revenge」・「タキシード・ミラージュ」マキシ・バージョンも収録。
カセットテープは、主題歌の「ムーンライト伝説」・「Moon Revenge」・「タキシード・ミラージュ」AB面カラオケ楽曲を収録。
ドラマの複製台本と立体ミニステージ付き。

## 収録内容

### ドラマ編CD
1. ムーンライト伝説 [2:55]
  - 作詞：小田佳奈子／作曲：小諸鉄矢／編曲：林有三／歌：桜っ子クラブさくら組、ムーンリップス
2. 美少女戦士セーラームーンS 第92話「素敵な美少女？天王はるかの秘密」 [20:02]
3. Moon Revenge [4:02]
  - 作詞：冬杜花代子／作曲：小坂明子／編曲：林有三／歌：三石琴乃・久川綾・富沢美智恵・篠原恵美・深見梨加
4. 美少女戦士セーラームーンS 第104話「友達を求めて！ちびムーンの活躍」 [20:04]
5. タキシード･ミラージュ [3:37]
  - 作詞：武内直子／作曲：小坂明子／編曲：林有三／歌：三石琴乃・久川綾・富沢美智恵・篠原恵美・深見梨加

### サウンドトラックカセット
- A1.ムーンライト伝説（オリジナル・カラオケ） [2:55]
- A2.Moon Revenge（オリジナル・カラオケ） [4:02]
- A3.タキシード・ミラージュ（オリジナル・カラオケ） [3:37]
- B1.ムーンライト伝説（オリジナル・カラオケ） [2:55]
- B2.Moon Revenge（オリジナル・カラオケ） [4:02]
- B3.タキシード・ミラージュ（オリジナル・カラオケ） [3:37]

### 複製ドラマ台本
1. 美少女戦士セーラームーンS 第92話「素敵な美少女？天王はるかの秘密」
2. 美少女戦士セーラームーンS 第104話「友達を求めて！ちびムーンの活躍」

### 立体ミニステージ
1. 紙製組立式